# گلیشورن
گلیشورن (به لاتین: Glishorn) یک کوه در سوئیس است که در کانتون وله واقع شده‌است. گلیشورن ۲٬۵۲۵ متر بالاتر از سطح دریا واقع شده‌است.